# Ульпії

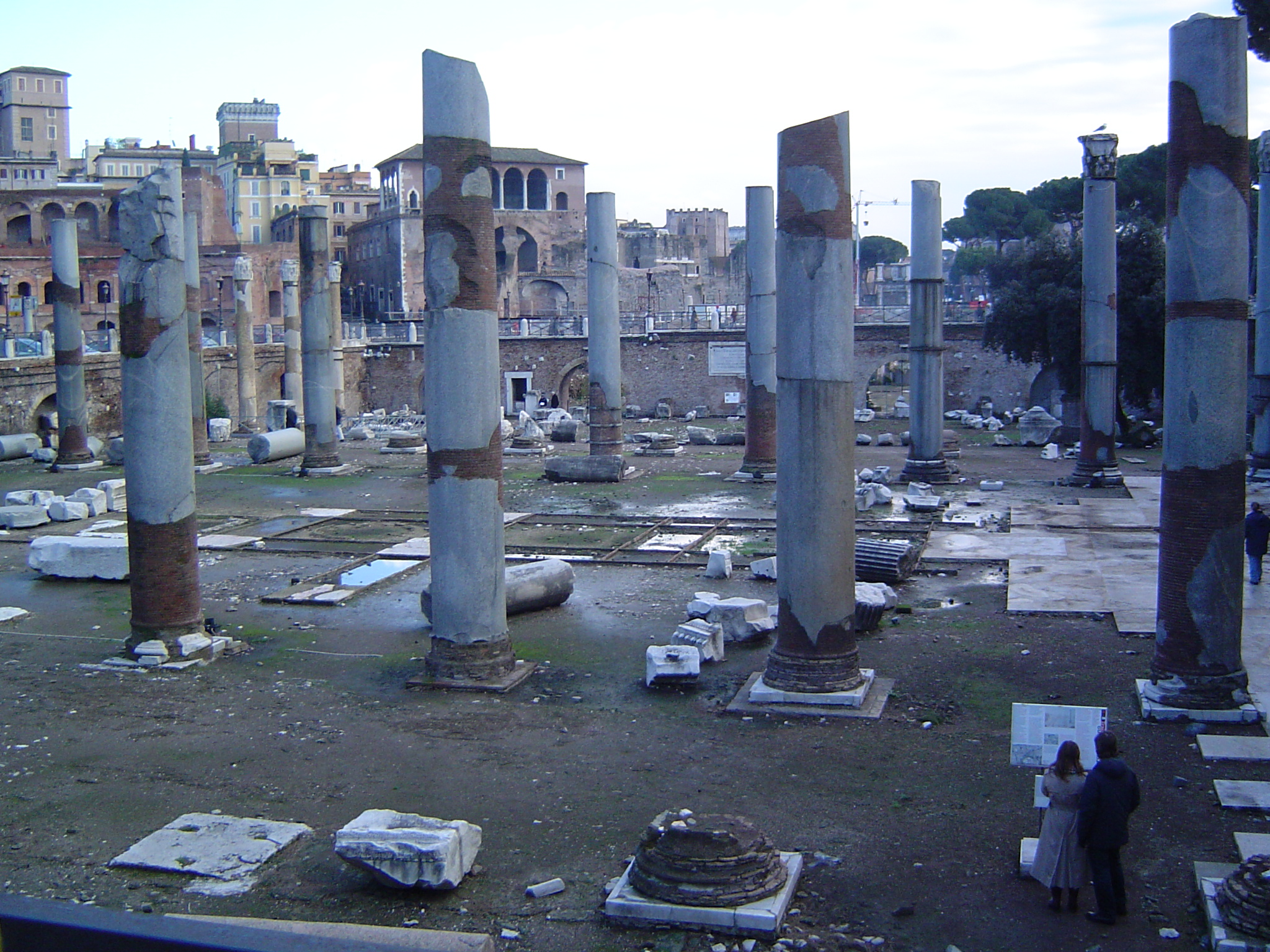
Базиліка Ульпія

Ульпії — патриціанський рід, що бере свій початок з I ст. н. е. Місце походження — Іспанія. Предками Ульпіїв були римські колоністи споріднені з родом Еліїв. Серед них було багато консулів, 1 — імператор, інші також займали різні римські магістратури.

## Найвідоміші Ульпії
- Марк Ульпій Траян, консул-суффект 70 року до н. е., сенатор, батько імператора Траяна.
- Ульпія, тітка імператора Траяна та бабця імператора Адріана.
- Марк Ульпій Траян, консул 91 року, римський імператор 98-117, один з п'яти «хороших імператорів»
- Луцій Ульпій Марцелл, правник часів імператорів Антоніна Пія та Марка Аврелія
- Ульпій Марцелл, намісник провінції Британія за часів імператора Коммода
- Ульпій Юліан, префект преторія за римського імператора Макріна
- Ульпія Гордіана, мати римського імператора Гордіана I.
- Ульпія Северіна, дружина римського імператора Авреліана.
- Гай Ульпій Корнелій Леліан, узурпатор у 269 році за часів римського імператора Галієна.